# Sabatia calycina
Sabatia calycina är en gentianaväxtart som först beskrevs av Jean-Baptiste de Lamarck, och fick sitt nu gällande namn av Heller. Sabatia calycina ingår i släktet Sabatia och familjen gentianaväxter. Inga underarter finns listade i Catalogue of Life.